# Dirk Cussler
Dirk Cussler (1961) è uno scrittore e dirigente d'azienda statunitense, uno dei tre figli del famoso scrittore Clive Cussler.

## Biografia
Laureato a Berkeley, ha lavorato per molti anni in campo finanziario prima di dedicarsi a tempo pieno alla narrativa, sfruttando la popolarità del padre con cui co-firma alcuni dei romanzi della serie di Dirk Pitt e che ha seguito partecipando attivamente ad alcune spedizioni della NUMA.

## Opere
- Black Wind (2004), con Clive Cussler, ed. it. Vento nero Longanesi, 2006 - Tea, 2007
- Treasure of Khan (2006), con Clive Cussler, ed. it. Il tesoro di Gengis Khan Longanesi & C., 2008 - Tea, 2009
- Arctic Drift (2008), con Clive Cussler, ed. it. Morsa di ghiaccio Longanesi & C., 2010
- Crescent Dawn (2010), con Clive Cussler, ed. it. Alba di fuoco Longanesi & C., 2011
- Poseidon's Arrow (2012), con Clive Cussler, ed. it. La freccia di Poseidone, Longanesi, 2013
- Havana Storm (2014), con Clive Cussler, ed. it. Havana Storm Longanesi 2016
- Odessa Sea (2016), con Clive Cussler, ed. it. Missione Odessa, Longanesi, 2019
- Celtic Empire (2019), con Clive Cussler, ed. it. Il destino del faraone, Longanesi, 2020
- The Devil's Sea (2021), con Clive Cussler, ed. it. Il mare del diavolo, Longanesi, 2023
- The Corsican Shadow (2023)

## Fonti
- Fonte biografia su Il Libraio, su illibraio.it (archiviato dall'url originale il 18 marzo 2010).
- Libri di Clive Cussler e Dirk Cussler su Internet bookshop, su ibs.it.